# Московсько-вугільний ВТТ
Московсько-вугільний ВТТ (рос. МОСКОВСКО-УГОЛЬНЫЙ ИТЛ, Мосуголь) - підрозділ, що діяв в структурі Головного управління виправно-трудових таборів і колоній УМВС по Московській області.

## Історія
Під час Великої Вітчизняної війни та в перші повоєнні роки Тульська область була покрита густою мережею спецпоселень і таборів. І по числу спецконтингенту лідирувала серед областей Центральної Росії. Значна їх частина була зосереджена в районі Підмосковного вугільного басейну. Головними госпорганами, які використовували спецконтингент як робочу силу, були комбінати Москвоуголь і Тулауголь, що входили в систему ГУЛАГу НКВД-МГБ.
Центром тульського ГУЛАГу було місто Сталіногорськ (сьогодні - Новомосковськ). Тут в 1942 році для перевірки колишніх військовослужбовців, що побували в оточенні або полоні, був створений Тульський спецтабір № 283 (перевірочних-фільтраційний табір - ПФЛ) на 10000 чоловік. Наприкінці 1943 року його відділення знаходилися у всіх вуглевидобувних районах області.
У 1943 році з частини табірних відділень спецтабору № 283 був створений спецтабір № 0308 з керуванням в Тулі, а в Сталіногорську організували Управління Підмосковних таборів НКВД, в яке входили спецтабір № 283 і Підмосковний табір для військовополонених.
Через тульські ГУЛАГи пройшло не менше 50 тисяч осіб, з них померлих могло бути від 5000 до 7500.
У 1946 році ПФЛ № 0308 був розформований, а на базі ПФЛ № 283 створено Московсько-вугільний ВТТ (Мосуголь) чисельністю майже 15,5 тисячі чоловік. Він працював до 1951 року, потім перетворився в ТВ УВТТК УМВС по Московській області. Після 1957-го табір перейшов у підпорядкування УМВС по Тульській області.
Тульські табори були інтернаціональними. У 1949 році в Тульській області налічувалося 18440 спецпоселенців, з них німців - 13202, кримських татар - 3446, багато корейців і представників інших національностей. У Сталіногорську під час війни були розміщені понад 1300 німців-трудармійців. Робоча колона № 1900 розміщувалася в Вузловій та Дубівці. Ще близько 2400 осіб працювали в комбінаті Москвоуголь.
Саме за рахунок примусової праці численних категорій репресованих в'язнів - перевірочно-фільтраційних таборів, спецпоселенців, військовополонених - відновлювалася Тульська область в роки війни і після неї.